# Bedrijfstak
Bedrijfstak is de verzamelnaam voor een groep organisaties/bedrijven die bijdragen aan gelijksoortige producten of diensten. Bijvoorbeeld de bedrijfstak voor brandstofleveranciers, die bestaat uit bedrijven als Shell, Texaco, Esso, enzovoorts.
Een bedrijfstak is vaak onderdeel van een bedrijfskolom. Een bedrijfskolom bestaat uit bedrijfstakken die achtereenvolgens bijdragen in de omvorming van een grondstof tot de eindproducten.

## Indeling
In de publicatie "De Nederlandse economie 2007" geeft het Centraal Bureau voor de Statistiek (CBS) een overzicht, gebaseerd op de Standaard Bedrijfsindeling, bestaande uit de volgende tien bedrijfstakken:
- Landbouw, bosbouw en visserij
- Delfstoffenwinning
- Industrie
- Energie- en waterleidingbedrijven
- Bouwnijverheid
- Handel, horeca en recreatie
- Vervoer, opslag en communicatie
- Financiële en zakelijke dienstverlening
- Overheid
- Zorg en overige dienstverlening

Vijf van deze takken zijn verder onderverdeeld.